# Italia en los Juegos Olímpicos de Squaw Valley 1960
Italia estuvo representada en los Juegos Olímpicos de Squaw Valley 1960 por un total de 28 deportistas que compitieron en 6 deportes.  
El portador de la bandera en la ceremonia de apertura fue el esquiador alpino Bruno Alberti.

## Medallistas
El equipo olímpico italiano obtuvo las siguientes medallas:
| Nombre                  | Deporte      | Competición       |
| ----------------------- | ------------ | ----------------- |
| Oro                     |              |                   |
| —                       |              |                   |
| Plata                   |              |                   |
| —                       |              |                   |
| Bronce                  |              |                   |
| Giuliana Chenal-Minuzzo | Esquí alpino | Eslalon gigante F |